# Neophocaena
Neophocaena is een geslacht van zoogdieren uit de  familie van de bruinvissen (Phocoenidae). De wetenschappelijke naam van het geslacht werd in 1899 gepubliceerd door Theodore Sherman Palmer.

## Soorten
Er worden 3 soorten in dit geslacht geplaatst:
- Neophocaena asiaeorientalis (Pilleri & Gihr, 1972)
- Neophocaena phocaenoides (Cuvier, 1829) (Indische bruinvis)
- Neophocaena sunameri Pilleri & Gihr, 1976